# Old Spanish Trail (parc national des Arches)
 (juin 2020).
Pour le  sentier de randonnée entre Santa Fe et Los Angeles, voir Old Spanish National Historic Trail.
L'Old Spanish Trail est une section d'une ancienne route commerciale dans le comté de Grand, dans l'Utah, aux États-Unis. Protégée au sein du parc national des Arches, elle est inscrite au Registre national des lieux historiques depuis le 6 octobre 1988.